# التربة (مدينة)

تعديل مصدري - تعديل

التربة هي مدينة يمنية، وهي مركز مديرية الشمايتين بمحافظة تعز، بلغ تعداد سكانها 12010 نسمة حسب الإحصاء الذي أجري عام 2004.

## التقسيم الإداري
تقسم المدينة إلى حي واحد يشمل عدة حارات كالتالي:
| الحارة           | عدد المساكن | عدد الأسر | الذكور | الإناث | الإجمالي                                                                                      |
| ---------------- | ----------- | --------- | ------ | ------ | --------------------------------------------------------------------------------------------- |
| المستشفى         | 63          | 43        | 156    | 85     | 241 ذبحان هي المركز الإداري ويرتبط اسم التربه بتربه ذبحان وهي من أكبر المناطق في مدينة التربه |
| القحفة-دار الشرف | 256         | 256       | 822    | 987    | 1,809                                                                                         |
| حارة المدرسة     | 166         | 162       | 612    | 616    | 1,228                                                                                         |
| الطيار           | 205         | 194       | 562    | 499    | 1,061                                                                                         |
| الشرف            | 410         | 388       | 1,240  | 1,221  | 2,461                                                                                         |
| حارة المحكمة     | 93          | 88        | 266    | 158    | 424                                                                                           |
| الامن القديم     | 107         | 103       | 286    | 169    | 455                                                                                           |
| الفرزة           | 79          | 72        | 187    | 65     | 252                                                                                           |
| القيادة          | 190         | 186       | 620    | 605    | 1,225                                                                                         |
| حصبرة            | 174         | 159       | 475    | 610    | 1,085                                                                                         |
| الإجمالي         | 1,743       | 1,651     | 5,226  | 5,015  | 10,241                                                                                        |